# Karl Koch (botánico)
Para el hacker alemán, véase Karl Koch.
Karl Heinrich Emil Koch (6 de junio de 1809 - 25 de mayo de 1879) fue un botánico y pteridólogo alemán, nacido en Ettersberg, cerca de Weimar.
Es conocido principalmente por sus trabajos como explorador botánico en el Cáucaso, incluyendo la zona noreste de Turquía. Buena parte de su colección está perdida en la actualidad.
Fue profesor en la Universidad de Jena en 1836. Se trasladó a la Universidad de Berlín en 1847 y estuvo en los jardines botánicos de la ciudad hasta 1849. Fue Secretario General de la Sociedad de Horticultura de Berlín en 1852.
Koch fue el primer horticultor oficial en Alemania.

## Obras
- Wanderungen im Oriente, 1846
- Hortus dendrologicus, 1853-1854
- Die botanischen Gärten. Ein Wort zur Zeit., 1860
- Dendrologie, 1869 bis 1873
- Die deutschen Obstgehölze, 1876

- La abreviatura «K.Koch» se emplea para indicar a Karl Koch como autoridad en la descripción y clasificación científica de los vegetales.[1]